# Ostphalie

L'Ostphalie (en rouge) au sein du duché de Saxe vers l'an 1000.

L’Ostphalie (en allemand : Ostfalen) est une région historique du Nord de l'Allemagne. C'est le nom donné dans les VIIIe et IXe siècle à la partie de la Saxe à l'est du bassin de la Weser ; on l'opposait à la Westphalie située à l'ouest du même fleuve. 

## Géographie
L'Ostphalie s'étendait des rives de la rivière Leine jusqu'à la frontière de la Francie orientale le long de l'Elbe et la Saale, correspondant à l'est de la Basse-Saxe et à l'ouest de la Saxe-Anhalt actuelle. À la différence de Westfalen, le terme Ostfalen n'est plus usuel ; néanmoins, des tentatives de le faire revivre ont été constatées depuis la réunification allemande. La création et la gestion du parc national du Harz est un exemple de coopération entre les autorités régionales.
La région comprend de nombreux biens culturels, notamment les sites du patrimoine mondial à Hildesheim (l'église abbatiale Saint-Michel et la cathédrale Sainte-Marie de l'Ascension), l'usine Fagus à Alfeld, la vieille ville de Goslar et les mines de Rammelsberg, la vieille ville de Quedlinbourg et les monuments commémoratifs de Martin Luther à Eisleben.

## Histoire
Pendant la guerre des Saxons sous le règne de Charlemagne, son opposant Widukind fut baptisé en 785 et la christianisation de la Saxe se produisait à la suite. Incorporée à l'empire Carolingien, l’Ostphalie comprenait l'est du duché de Saxe ; d'ici commença la colonisation germanique du territoire des Slaves (« Wendes ») au-delà des fleuves Elbe et Saale. Dans la région, les deux évêchés de Hildesheim et Halberstadt furent érigés, entre lesquelles la rivière Oker marque la frontière. 
Après la chute du duc Henri le Lion en 1180, la Saxe fut divisé en de petites principautés : une part de l'Ostphalie a été reversée aux ducs de Brunswick-Lunebourg, lorsque le fief fut donné par l'empereur Frédéric II à Othon l'Enfant, un petit-fils d'Henri, en 1235. Des autres domaines ont été accordés aux princes-évêques de Hildesheim et Halberstadt, l'archevêché de Magdebourg et l'abbaye de Quedlinbourg. Les plusieurs territoires incluant aussi la ville libre de Goslar, les comtés de Blankenbourg et Wernigerode, ainsi que la principauté d'Anhalt.
Pendant l'occupation de l'Allemagne après la Seconde Guerre mondiale la région était partagée par la zone d'occupation britannique et soviétique; plus tard, par la frontière interallemande.

## Source
Cet article comprend des extraits du Dictionnaire Bouillet. Il est possible de supprimer cette indication, si le texte reflète le savoir actuel sur ce thème, si les sources sont citées, s'il satisfait aux exigences linguistiques actuelles et s'il ne contient pas de propos qui vont à l'encontre des règles de neutralité de Wikipédia.

### Article lié
- Ostphalien